# 説得 (映画)
『説得』（せっとく、Persuasion）は2022年に配信されたアメリカ合衆国のドラマ映画。監督はキャリー・クラックネル、主演はダコタ・ジョンソンが務めた。本作はジェーン・オースティンが1817年に発表した同名小説を原作としている。

## ストーリー
アン・エリオットはフレデリックという男性と恋に落ち、結婚を真剣に考えるまでに至った。ところが、周囲の人間から「金も地位もない男と結婚してどうするのか」と猛反対されてしまい、アンはフレデリックとの結婚を諦めるしかなかった。
それから8年後、アンはその一件をなおも引きずっており、新しい恋に踏み出す意欲も湧かないという有様であった。そんなある日、アンは大佐にまで昇りつめたフレデリックと再会するが、2人の間に生じていた溝は埋めがたく、おいそれと復縁できるような状態ではなかった。しかも、そんなアンの目の前に別の裕福な男性（ウィリアム）が現れ、熱心に求婚してきたことが事態を一層複雑にするのだった。

## キャスト
※括弧内は日本語吹替
- アン・エリオット：ダコタ・ジョンソン（松井茜）
- フレデリック・ウェントワース大佐：コスモ・ジャーヴィス（田村真）
- ラッセル夫人：ニキ・アムカ＝バード（寺依沙織）
- ウォルター・エリオット卿：リチャード・E・グラント（立川三貴）
- エリザベス・エリオット：ヨランダ・ケトル（松谷彼哉）
- メアリー・エリオット：ミア・マッケンナ＝ブルース（村中知）
- ミスター・ウィリアム・エリオット：ヘンリー・ゴールディング（小松史法）
- チャールズ・マスグローヴ：ベン・ベイリー
- ルイーザ・マスグローヴ：ニア・トウル（藤原夏海）
- ダルリンプル子爵未亡人：ジャネット・ハンフリー（沢田敏子）
- ヘンリエッタ・マスグローヴ：イズカ・ホイル（井上明子）
- ハーヴィル：エドワード・ブルーメル
- ベンウィック：アフォラビ・アリー
- ミセス・ハーヴィル：ジェニー・レインズフォード
- ミセス・ペネロープ・クレイ：リディア・ローズ・ビューリー

## 製作・音楽・マーケティング
2021年4月21日、ダコタ・ジョンソンが本作に出演することになったと報じられた。5月、ヘンリー・ゴールディング、コズモ・ジャーヴィス、リチャード・E・グラント、スキ・ウォーターハウスニキ・アムカ＝バード、ベン・ベイリー、イズカ・ホイル、ミア・マッケンナ＝ブルース、ニア・トウルらの起用が発表された（ウォーターハウスは最終的に出演しなかった）。6月、エドワード・ブルーメル、リディア・ローズ・ビューリー、ヨランダ・ケトルがキャスト入りした。
2022年5月30日、スチュアート・アールが本作で使用される楽曲を手掛けるとの報道があった。6月14日、本作のオフィシャル・トレイラーが公開された。7月15日、本作のサウンドトラックが発売された。その中には、バーディーが書き下ろした楽曲『Quietly Yours』も収録されている。

## 評価
本作に対する批評家の評価は芳しいものではない。映画批評集積サイトのRotten Tomatoesには127件のレビューがあり、批評家支持率は31%、平均点は10点満点で5点となっている。サイト側による批評家の見解の要約は「ダコタ・ジョンソンが全力を出したにも拘らず、『説得』は時代錯誤かつカオスな作品に仕上がってしまった。ジェーン・オースティンの小説を見事に映像化した作品とは言えない。」となっている。また、Metacriticには37件のレビューがあり、加重平均値は42/100となっている。